# Guman István
Guman István (Kolozsvár, 1919. október 22. – Budapest, 2019. december 10.) magyar csillagász, a Magyar Tudományos Akadémia Budapest-svábhegyi Csillagvizsgálójának, majd a debreceni Napfizikai Obszervatóriumnak munkatársa. Unokaöccse, Marik Miklós szintén csillagász volt. Unokája Derecskei András karmester, zeneszerző.

## Élete
Apja Guman Jenő, bányamérnök. A medgyesi gimnáziumban Hermann Oberth (a rakétatechnika atyja) tanítványa. A budapesti Pázmány Péter Tudományegyetemen (1939-44) csillagászatot hallgatott, 1940-től a svábhegyi Asztrofizikai Obszervatóriumban gyakornok, 1945-től munkatárs, és bár doktori értekezését még 1944-ben elkészítette, a háború miatt csak 1947-ben doktorál Debrecenben „summa cum laude” Az RR Lyrae periódus- és fénygörbe változásai témából. Főleg a rövid periódusú változócsillagok megfigyelésével (fotografikusan) és a mérések kiértékelésével foglalkozott, majd 1958-tól a napfolt fényképek ún. ekvidenzitáinak előállításával és értékelésével. Kimutatta az ultrarövid periódusú VZ Cancri fényesség menetének változásait. Beszámolói az Astronomische Nachrichtenben, az MTA Csillagvizsgáló közleményeiben (Mitteilungen der Sternwarte der Ungarischen Akademia der Wissenschaffen, Budapest—Szabadsághegy), illetve a debreceni „Publications”-ban (Publications of Debrecen Heliophysical Observatory, Debrecen) jelentek meg, emellett évekig szerkesztette a Természet és Társadalom „Csillagos ég” rovatát, évtizedeken át számolta a Csillagászati Évkönyv egyes táblázatait is.

## Emlékezete
Az IAU a magyar felfedezők javaslatára az 1998 UF23 ideiglenes jelölésű kisbolygónak az 523954 Guman nevet adta 2019-ben.

### Érdekesség
A kisbolygót 1998. okt. 22-én, azaz a 79. születésnapján fedezték fel.
A kisbolygó véglegesen 2018. dec. 10-én került nyilvántartásba, ez pedig napra pontosan a halála előtt volt egy évvel.

## Fontosabb művei
- A gömbhalmazok szerkezete, Csillagászati Lapok, 5. 1-2. 34. 1942
- Az RR Lyrae rövidperiódusú Cephei változócsillag fénygörbe és periódusváltozásai, doktori értekezés (Kolozsvár, 1944.)
- RR Lyrae periódus- és fénygörbeváltozásai , Csillagászati Lapok, 7. 2-3. 84. 1944
- Das photometrische Doppelsternsystem CD Vulpeculae. Mitt. Sternw. No. 24. Budapest, 1951
- Beobachtungen von AI Andromedae und AV Vulpeculae. Mitt. Sternw. No. 31. Budapest, 1952
- VZ Cancri, ein RR Lyrae-Stern mit sehr kurzer sekundärer periode. Mitt. Sternw. No. 36. Budapest, 1954
- Beobachtungen von AI und BE Andromedae. Mitt. Sternw. No. 39. Budapest, 1955-56
- A napfoltok ekvidenzitái, 1972-1978.
- Az ekvidenzitometria és napfizikai alkalmazása. Csillagászati évkönyv (Budapest, 1979. 200—201 o.)
- AC Andromedae. Mitt. Sternw. No. 78. Budapest, 1982
- Dogon mitológia és csillagászat (Mundus Magyar Egyetemi Kiadó, Budapest, 2006)

### Fordításai
- Peter Francis: A bolygók, ford.: Guman István, Gondolat Kiadó, Budapest, 1988, ISBN 963-281-872-5